# Zaina Arafat
Zaina Arafat es una autora palestino-estadounidense de ficción y no ficción. Su primera novela, You Exist Too Much publicada en 2020 y que narra la historia de una DJ bisexual, ganó el Premio Literario Lambda en 2021.
Ha escrito artículos publicados en The New York Times y The Washington Post, entre otros. Arafat enseña escritura en Barnard College, The School of the New York Times y LIU Post. También ha impartido clases en la Universidad de Iowa.